# Ranan Lurie

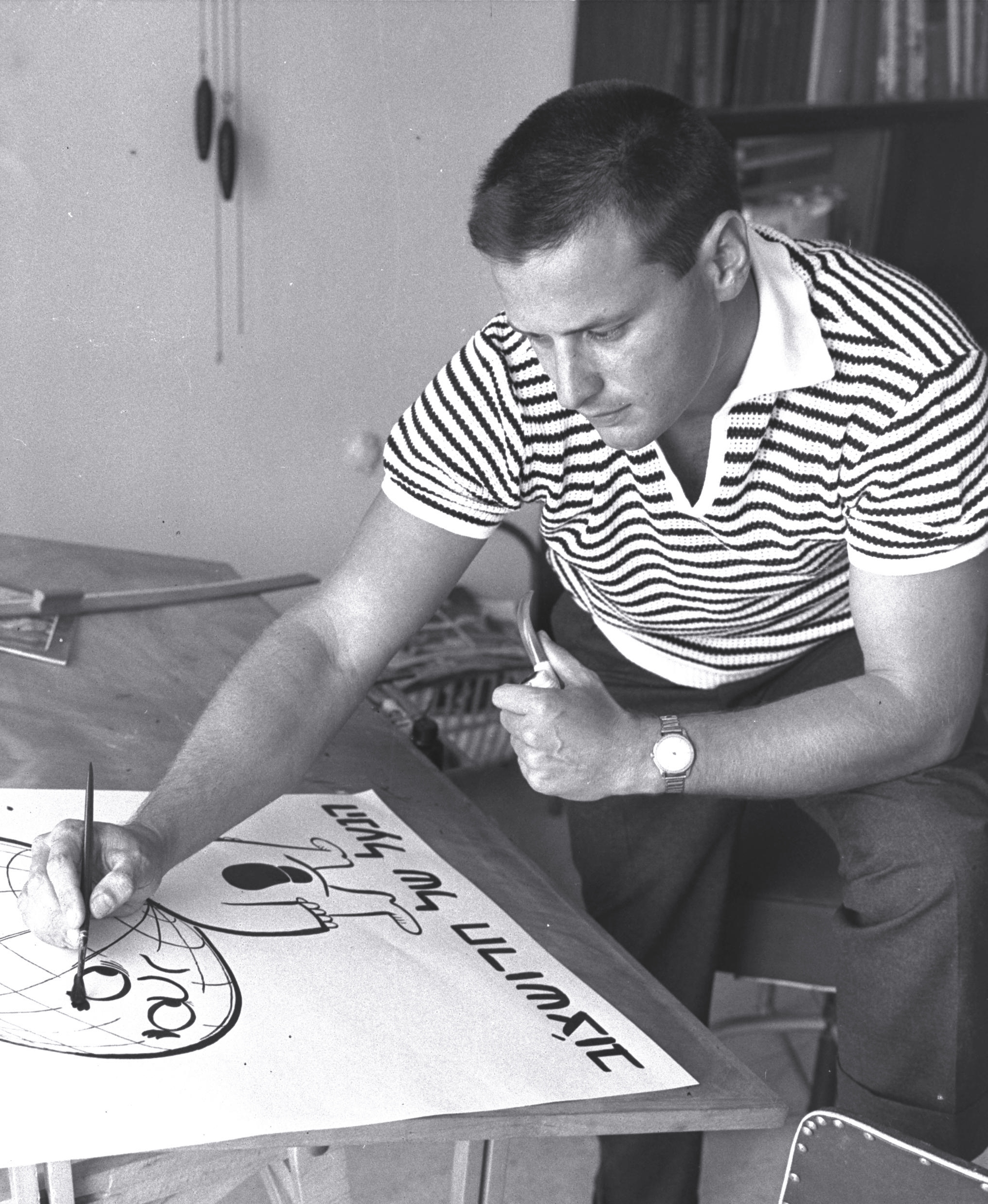
Ranan Lurie, 1961

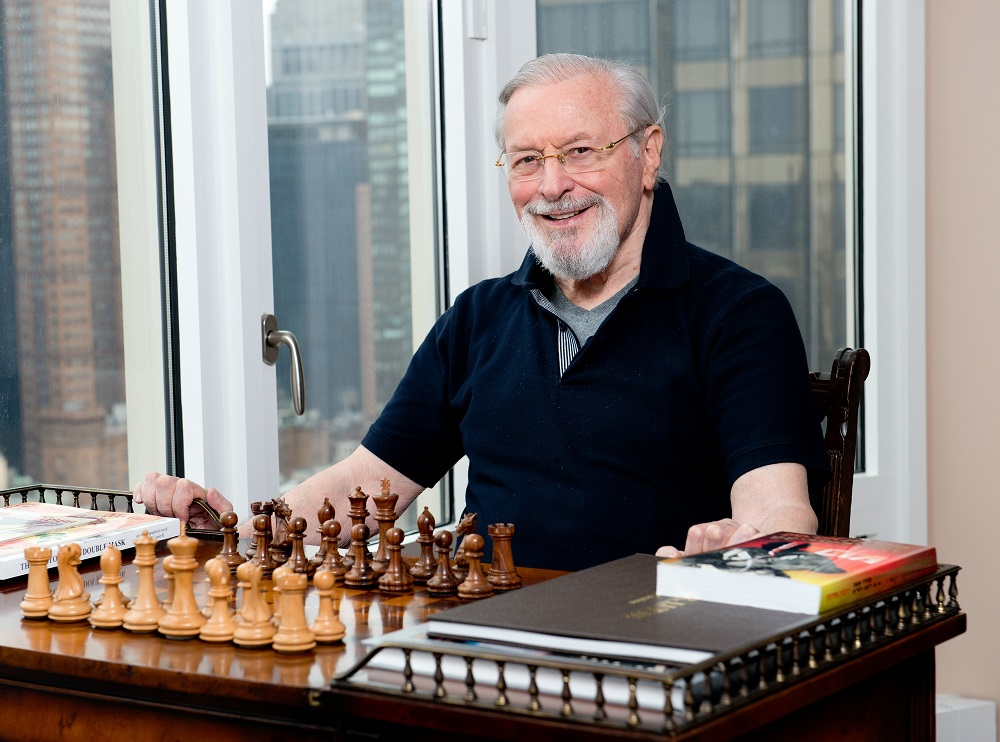
Ranan Lurie

Ranan R. Lurie (* 26. Mai 1932 in Port Said, Ägypten; † 8. Juni 2022 in Las Vegas, Nevada, Vereinigte Staaten) war ein weltweit bekannter israelisch-US-amerikanischer Karikaturist und Journalist. Er war Mitglied der United Nations Correspondents Association und Herausgeber des Cartoon News Magazins.

## Leben
Ranan Luries Eltern, Josef and Shoshana Lurie, lebten in Tel Aviv, damals eine Stadt im britischen Völkerbundsmandatsgebiet Palästina, wo Ranan auch aufwuchs. Ranan wurde in Ägypten im Hause seines Großvaters geboren, den seine Eltern besucht hatten.
Im Alter von 16 Jahren kämpfte er in der Untergrundorganisation Irgun Zwai Leumi (abgekürzt: Etzel). Dabei wurde er von einer Granate am Arm verletzt, im Krankenhaus zeichnete er seine ersten Karikaturen. Ab 1956 war er elf Jahre Karikaturist für die Zeitung Jedi’ot Acharonot. 1958 erschien seine erste Karikatur in der Zeitschrift Life.
Im Sechstagekrieg 1967 kämpfte er als Major der israelischen Reserve. Als Militärgouverneur von Anabta im Westjordanland stoppte er die Deportation palästinensischer Einwohner nach Jordanien. Für seinen Einsatz wurde er 2002 von Zypern für den Friedensnobelpreis nominiert.
Ab den späten 1960ern erschienen Arbeiten von ihm in bekannten Zeitungen und Illustrierten weltweit wie The New York Times, Le Figaro, Paris Match, The Sunday Times und Die Welt. Sein Lebensmittelpunkt verlagerte sich damit in die USA. 1974 erhielt er die US-amerikanische Staatsbürgerschaft.
Lurie lebte und arbeitete in Greenwich im US-Bundesstaat Connecticut. Er war verheiratet und Vater des Filmregisseurs Rod Lurie. Er war auch Mitglied der Intelligenzler-Vereinigung Mensa.

## Werke (Auswahl)
- Raʿanan Lurya : ʿolamotaṿ / Ranan R. Lurie: his worlds. Muzeʾon ha-ʿir Ḥefah, Ḥefah 2004, ISBN 965-7067-54-5. (Hebräisch und englisch)
- Lurie’s almanack : being the true history of the world in art and prose from 1980 to the present day. Introduction by Charles Douglas Hume. Secker & Warburg, London 1982, ISBN 0-436-26941-4.

## Auszeichnungen
Als Journalist wurde Ranan Lurie zum Senior Associate am US-Center for Strategic and International Studies berufen. Innerhalb der Vereinten Nationen zeichnete man ihn mit der Mitgliedschaft in der United Nations Correspondents Association aus.
Nach ihm wurde der 2000 im Rahmen der United Nations Correspondents Association gestiftete Ranan-Lurie-Political-Cartoon-Preis benannt. Dieser ist Teil der UNCA-Excellenz-im-Journalismus-Auszeichnungen.